# Josef Albert Amann (orvos, 1866–1919)
Josef Albert Amann (München, 1866. július 1. – Konstanz, 1919. október 17.) német szülész, nőgyógyász.

## Élete
Apja idősebb Josef Albert Amann volt. Tanulmányait szülővárosában végezte, tanárai Karl Wilhelm von Chuffer anatómus, Otto Ballinger patológus és Franz von Winkle szülész-nőgyógyász voltak. 1899-ben Berlinbe ment, ahol Carl Rugge-vel együtt a mikroszkópia területén dolgozott, majd hat éven át a müncheni egyetemi nőgyógyászati klinikán tevékenykedett. 1892-ben habilitált, majd apját követte a müncheni Általános Kórház nőgyógyászati osztályának vezetői posztján. 1905-ben docens lett, 1906-ban a szülészet és a nőgyógyászat professzorának nevezték ki. Nehéz munkakörülményei ellenére Amann kora egyik legjobb német nőgyógyásza volt.

## Munkái
- Über die Neubildungen der Cervicalportion des Uterus. Habilitation, München, 1892
- Kurzgefasstes Lehrbuch der mikroskopisch-gynäkologischen Diagnostik. Wiesbaden, 1897. 16 + 172 oldal.

## Fordítás
- Ez a szócikk részben vagy egészben  a   Josef Albert Amann junior című német Wikipédia-szócikk ezen változatának fordításán alapul.  Az eredeti cikk szerkesztőit annak laptörténete sorolja fel. Ez a jelzés csupán a megfogalmazás eredetét és a szerzői jogokat jelzi, nem szolgál a cikkben szereplő információk forrásmegjelöléseként.